# Jernvallen
Der Jernvallen ist ein 1938 errichteter Sportkomplex in der schwedischen Stadt Sandviken. Er bietet Sportanlagen für Eishockey, Bandy, Unihockey, Fußball, Handball, Tennis und weitere Sportarten. Im alten Fußballstadion der Anlage, das Gamla Jernvallen mit 7000 Plätzen, trägt der Fußballclub Sandvikens IF seine Heimspiele aus. Daneben gibt es die Arena Jernvallen mit Kunstrasen und 700 Plätzen. Zudem nutzt die Bandymannschaft des Sandvikens AIK die Sportanlage. Überregionale Bekanntheit erhielt die Anlage als Austragungsort von zwei Spielen der Fußball-Weltmeisterschaft 1958.
Der Zuschauerrekord für ein Fußballspiel datiert aus dem Jahr 1957, als 20.288 Schlachtenbummler das Aufeinandertreffen von Sandvikens IF und IFK Norrköping verfolgten. 1988 wurde beim Duell des Sandvikens AIK gegen Vetlanda BK mit 5880 Anhängern der Rekord für Bandyspiele aufgestellt.
Im Mai 2009 wurde auf der Anlage die Göransson Arena eröffnet. Diese sollte (Stand: 2008) Austragungsort der Bandyspiele des Sandvikens AIK werden, zudem plante Sandvikens IF, dort anzutreten, und wäre damit die erste Fußballmannschaft Schwedens, die ihre Pflichtspiele in einer Halle austrüge.